# NGC 1721
NGC 1721 (również PGC 16484) – galaktyka soczewkowata (S0), znajdująca się w gwiazdozbiorze Erydanu. Odkrył ją Edward Emerson Barnard 10 listopada 1885 roku.